# Giovanni Barberis
Pour les articles homonymes, voir Barberis.
Giovanni Barberis (né le 25 avril 1915 à Stroppiana dans la province de Verceil et mort à une date inconnue) est un joueur de football italien, qui évoluait en tant que milieu de terrain.
Au cours de sa carrière, Barberis a évolué tout d'abord avec le club de sa ville natale du Pro Vercelli Calcio, ensuite avec l'important club de sa région, la Juventus (avec qui il joue son premier match le 27 septembre 1936 lors d'une victoire 1-0 sur Naples en Serie A), et enfin avec un club mineur de la région lombarde voisine, l'Aurora Pro Patria.